# Freie Strasse (Bâle)

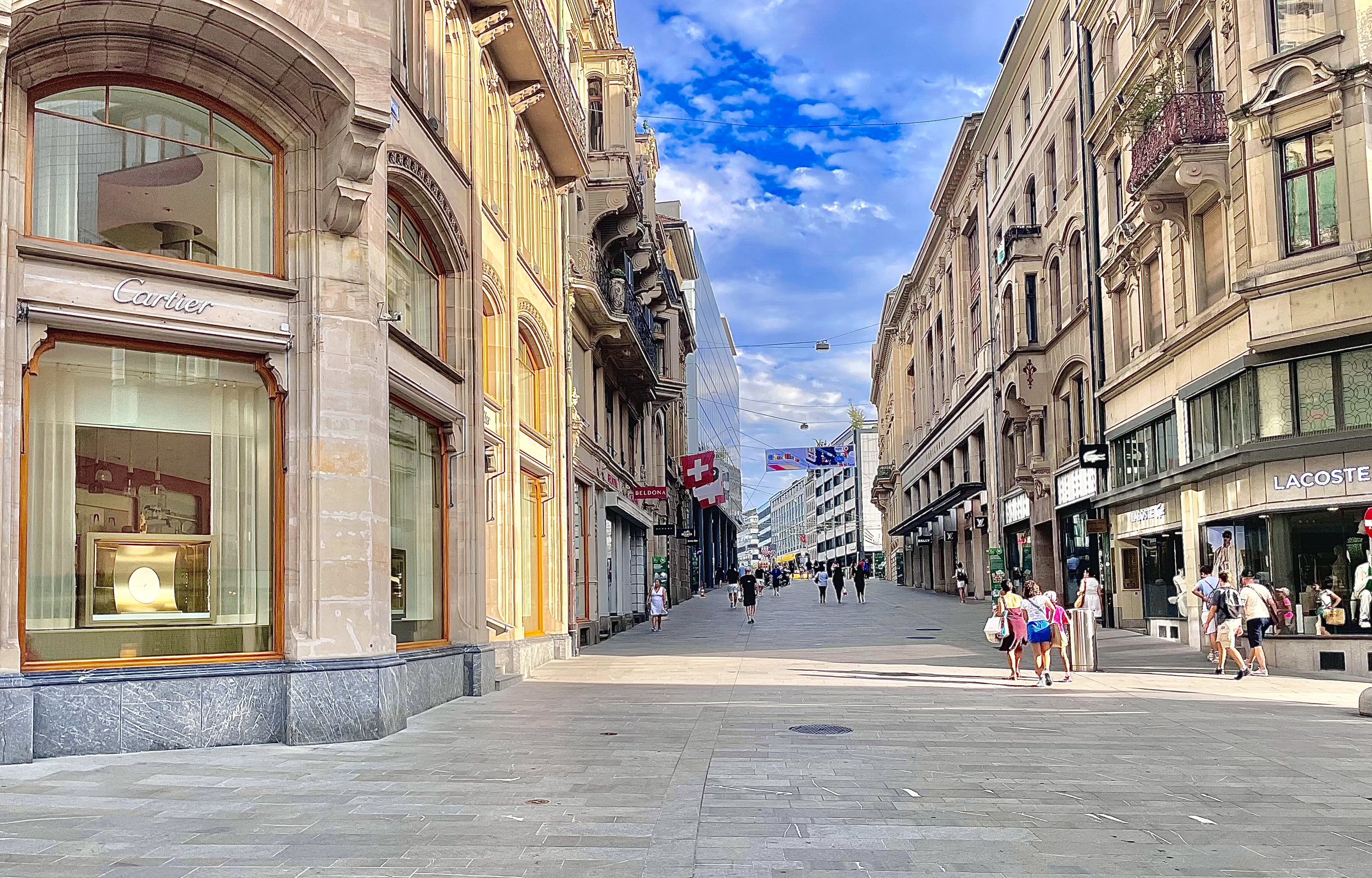
Freie Strasse, Bâle (Suisse).

La Freie Strasse (en français : « Rue libre » ou « Rue franche ») est la plus ancienne rue commerçante de la ville de Bâle en Suisse.
Elle a été utilisée dès l'époque de l'implantation romaine à Augusta Raurica au Ier siècle av. J.-C. en tant que voie de transport et de commerce en direction de l'ouest, et elle compte aujourd'hui parmi les rues commerçantes les plus importantes de toute la ville,.

## Situation et accès
La Freie Strasse est située au centre de la ville de Bâle. Elle s'étend directement depuis le point nodal du tramway appelé « Bankverein » (aujourd'hui UBS) jusqu'à la place du marché (« Marktplatz ») et à l'Hôtel de ville de Bâle. La rue suit le cours de la Birsig ainsi que de la place de la cathédrale de Bâle et est reliée à celle-ci vers le nord par la « Münsterberg », tandis qu'au sud, elle est connectée au « Barfüsserplatz » par les rues « Streitgasse » et « Kaufhausgasse ».

## Origine du nom
Le nom de la rue est attesté pour la première fois dans des documents en 1241 sous la dénomination de « libera strata », tandis que la désignation officielle n'a été établie qu'en 1861. De plus, la Freie Strasse est la première voie désignée comme « rue » dans la vieille ville de Bâle, alors que dans cette partie de la ville, les termes « Gasse » (ruelle) ou « Berg » (mont) étaient traditionnellement prédominants. Ce nom pourrait peut-être s'expliquer par le fait qu'aucun péage routier ne pouvait être perçu par l'évêque de Bâle sur cette route, ce qui souligne à son tour le caractère commercial qui a été prédominant dès le début et a continué à favoriser le développement économique de la rue.

## Historique

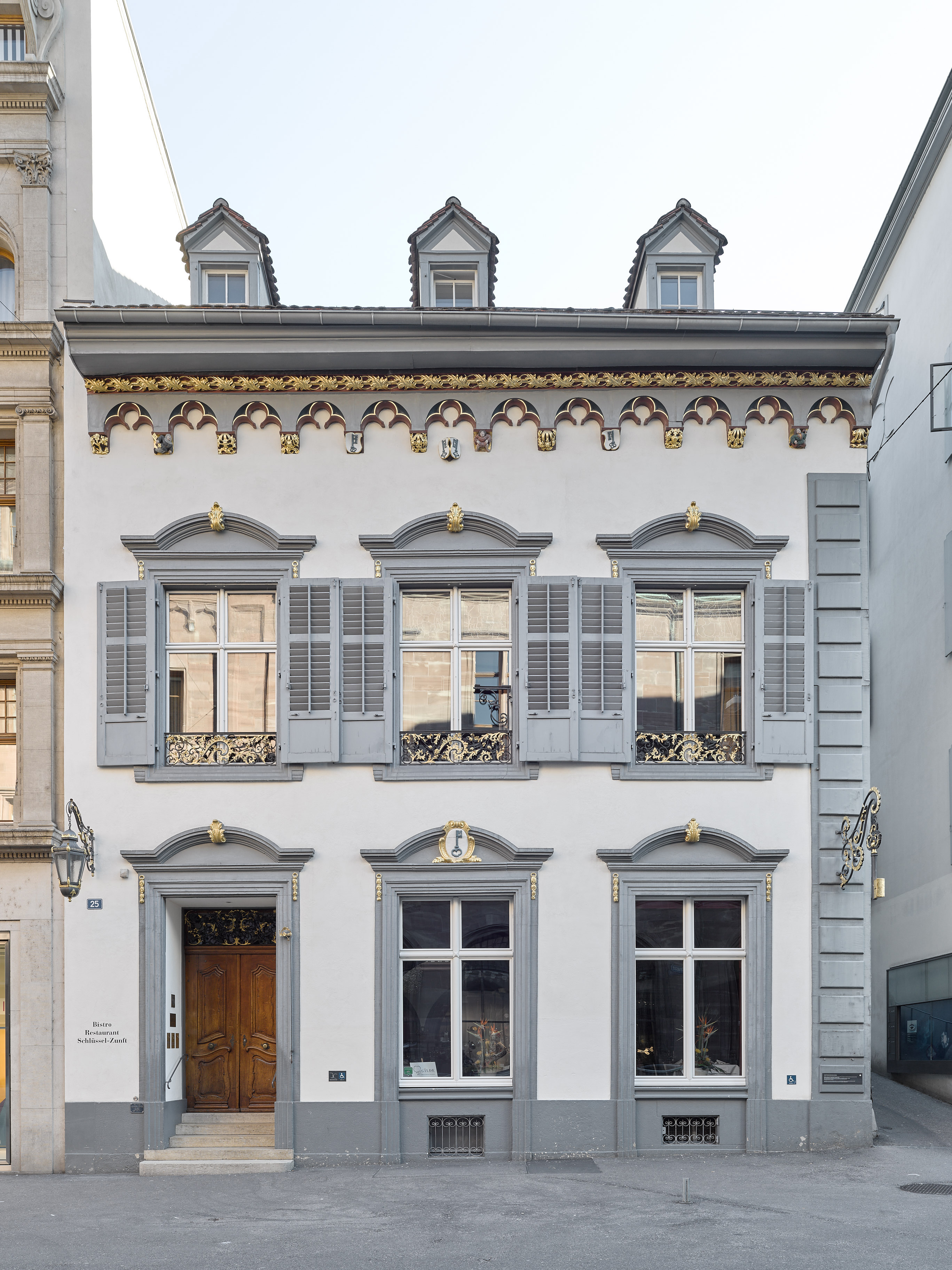
25, Freie Strasse : siège de la « Zunft zum Schlüssel » depuis le XVe siècle.

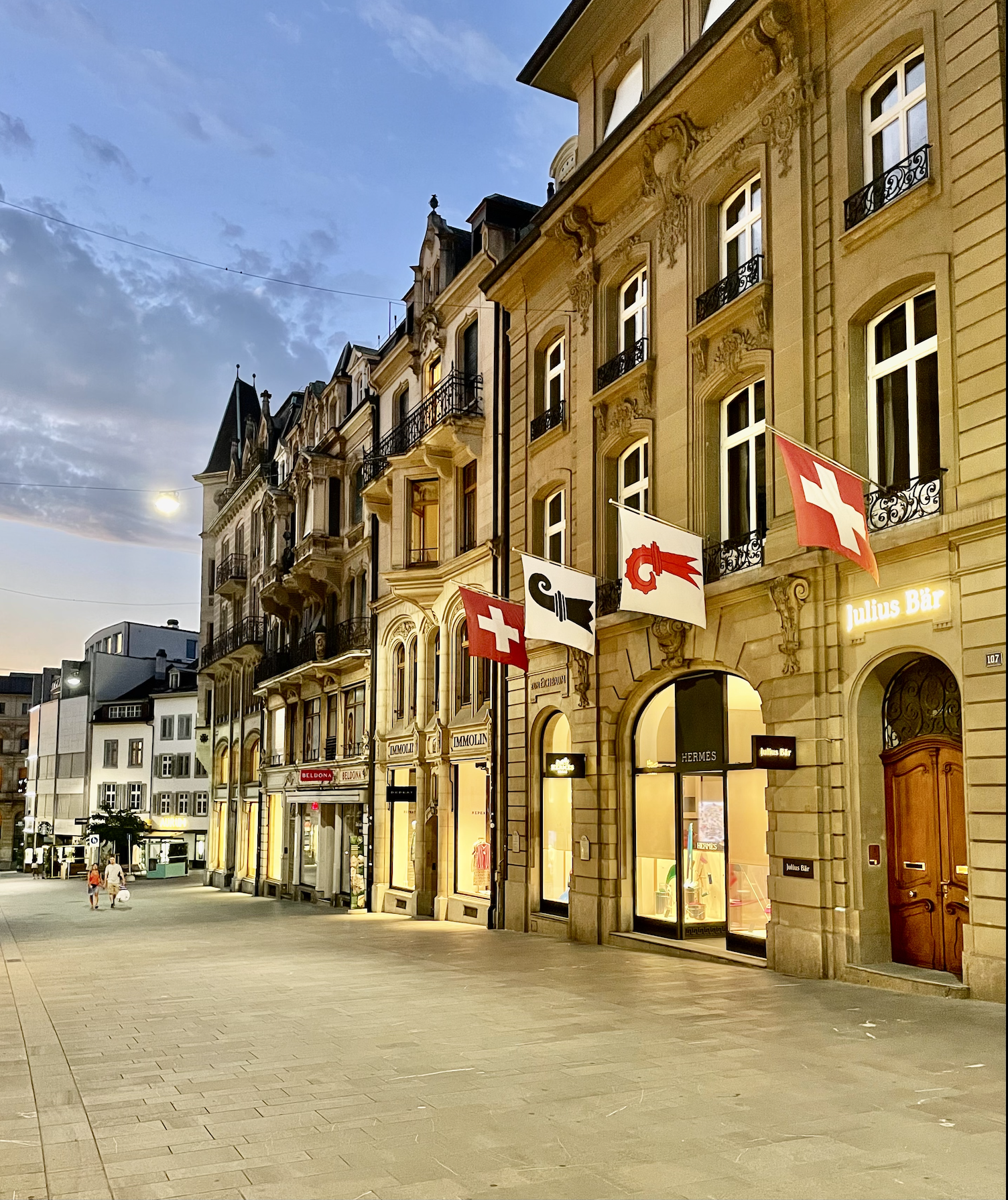
Hôtels particuliers de la Freie Strasse après la « correction » de 1895.

La rue a été utilisée dès l'époque de la colonie romaine Augusta Raurica (à environ dix kilomètres à l'est du centre-ville actuel de Bâle) en tant que voie commerciale en direction de l'ouest (vers Besançon en France aujourd'hui). Elle est devenue la voie commerciale et de transport la plus importante de la région et a conservé ce statut même après le déclin de la colonie romaine. Lorsque Bâle est devenue la principale agglomération urbaine de la région au VIIe siècle, l'importance de la rue a de nouveau augmenté. Avec la construction ultérieure de la « Mittlere Brücke » (1225) et l'ouverture du Col du Saint-Gothard (1200), le volume commercial de la rue a considérablement augmenté. Par la suite, la rue est devenue le centre des guildes de la ville, qui y ont souvent érigé des bâtiments représentatifs (le plus célèbre exemple encore existant est le siège de la guilde des Schlüssel dans la partie inférieure de la rue). Entre 1376 et 1378, le soi-disant « Kaufhaus » (halle aux marchandises) a été ouvert dans la rue, devenant rapidement le principal lieu de commerce et de transbordement de marchandises du monde entier dans la ville, marquant le paysage urbain jusqu'à la construction de la « Hauptpost » (bâtiment principal de la poste) en 1853. Au cours des siècles suivants, la rue est également devenue le lieu de résidence prisé de nombreuses familles montantes de la bourgeoisie de Bâle.
À partir du milieu du XIXe siècle, dans le cadre du développement urbain général de Bâle conformément aux idées de l'urbanisme européen moderne de l'époque, la rue a été rénovée, agrandie et a subi des modifications architecturales importantes au fil de plusieurs étapes de construction. Par exemple, à l'entrée supérieure de la rue, le « Schilthof » néo-classique (1840) a été érigé sous la direction de Johann Jakob Stehlin l'Aîné, un bâtiment somptueux inspiré du temple de Vesta sur le Forum Romain, avec des colonnes corinthiennes sur plusieurs étages, exprimant les prétentions représentatives accrues de la classe bourgeoise.
En 1851, l'architecte bâlois Johann Jakob Stehlin le Jeune a été chargé de construire un bâtiment représentatif pour la Poste suisse, qui avait été fondée seulement deux ans plus tôt, à la place de l'ancien « Kaufhaus ». La « Hauptpost » de Bâle est ainsi devenue l'un des premiers bâtiments prestigieux du nouveau consortium national suisse et en 1881, l'architecte viennois Friedrich von Schmidt l'a étendue jusqu'à la « Rüdengasse ». Au cours des décennies suivantes, la rue a été élargie à plusieurs reprises, comme en 1895, lorsque la soi-disant « correction » a été effectuée dans la partie supérieure de la rue, encadrée par une architecture élégante de petits hôtels particuliers selon les normes et les concepts de la Belle Époque. L'aménagement architectural des différents palais urbains avec leurs vitrines souvent grandes a été influencé par des styles variés. Ceux-ci allaient des bâtiments de style néo-baroque à la néo-gothique, puis à l'Art nouveau, et étaient généralement réalisés par les principaux bureaux d'architecture de la ville.
Au XXe siècle, l'aspect de la rue a de nouveau changé, principalement en raison d'un nombre important de nouveaux bâtiments qui ont parfois suscité des controverses majeures à partir de 1950. Parmi les exemples les plus connus de transformation architecturale de la rue figure la construction du bâtiment « Sodeck » de Marcus Diener en 1978, qui a remplacé un bâtiment représentatif de style historiciste de 1898 conçu par Rudolf Linder et Vischer van Gaasbeck. Le caractère de la rue a de nouveau évolué en raison de la circulation motorisée, qui a fortement marqué le développement de la ville en général. À partir de 2020, la rue a été fermée à la circulation motorisée en général, sur décision du Grand Conseil du canton de Bâle-Ville, et elle a été entièrement pavée de pierres de quartz d'Alpnach (canton d'Obwald) pour supprimer la distinction précédente entre les trottoirs et la chaussée.